# Угорная Слобода
Угорная Слобода — деревня Заруденского сельского поселения в Коломенском районе Московской области. Расположена на левом берегу реки Щелинка, вблизи расположенной на противоположном берегу деревни Комлево. Население — 1 чел. (2010).

## История
Угорная Слобода относилась к Егорьевскому уезду Рязанской губернии. В 1910 году старообрядцам-окружниками (поповцами) здесь было закончено строительство деревянной церкви в русском стиле, но в середине XX века она была разрушена.
До 2003 года деревня входила в состав Пирочинского сельского округа, а затем в Макшеевский сельский округ. В результате муниципальной реформы Угорная Слобода стала частью Заруденского сельского поселения в Коломенском муниципальном районе Московской области.

## Население
| 2002 | 2006 | 2010 |
| ---- | ---- | ---- |
| 5    | ↗7   | ↘1   |

## Люди, связанные с деревней
В XIX веке деревня была одним из имений писателя Василия Гавриловича Рюмина